# Сагия-эль-Хамра
Сагия-эль-Хамра (араб. الساقية الحمراء‎, букв. «красный канал») — вади в Западной Сахаре (де факто в Марокко, де юре в САДР). Большую часть года представляет собой сухое русло — уэд, наполняемый водой лишь в результате дождей. По водотоку названа историческая область Сегиет-эль-Хамра и провинция Марокко Эль-Аюн — Буждур — Сегиет-эль-Хамра.
Бассейн Уэд-Хамры занимает почти всю северную часть Западной Сахары, а также небольшую территорию на севере Мавритании. Вблизи русла расположены два крупнейших города в регионе — Эль-Аюн и Смара. Крупнейшим притоком (левым) является Вад-Итги, его долина присоединяется выше Эль-Аюна.
В двух километрах выше Эль-Аюна долину реки пересекает автодорога N1, ведущая из Танжера в Дакар. В этом месте на сооружена дамба с водохранилищем. Эль-Аюн расположен на левом (южном) берегу водотока.

## Галерея

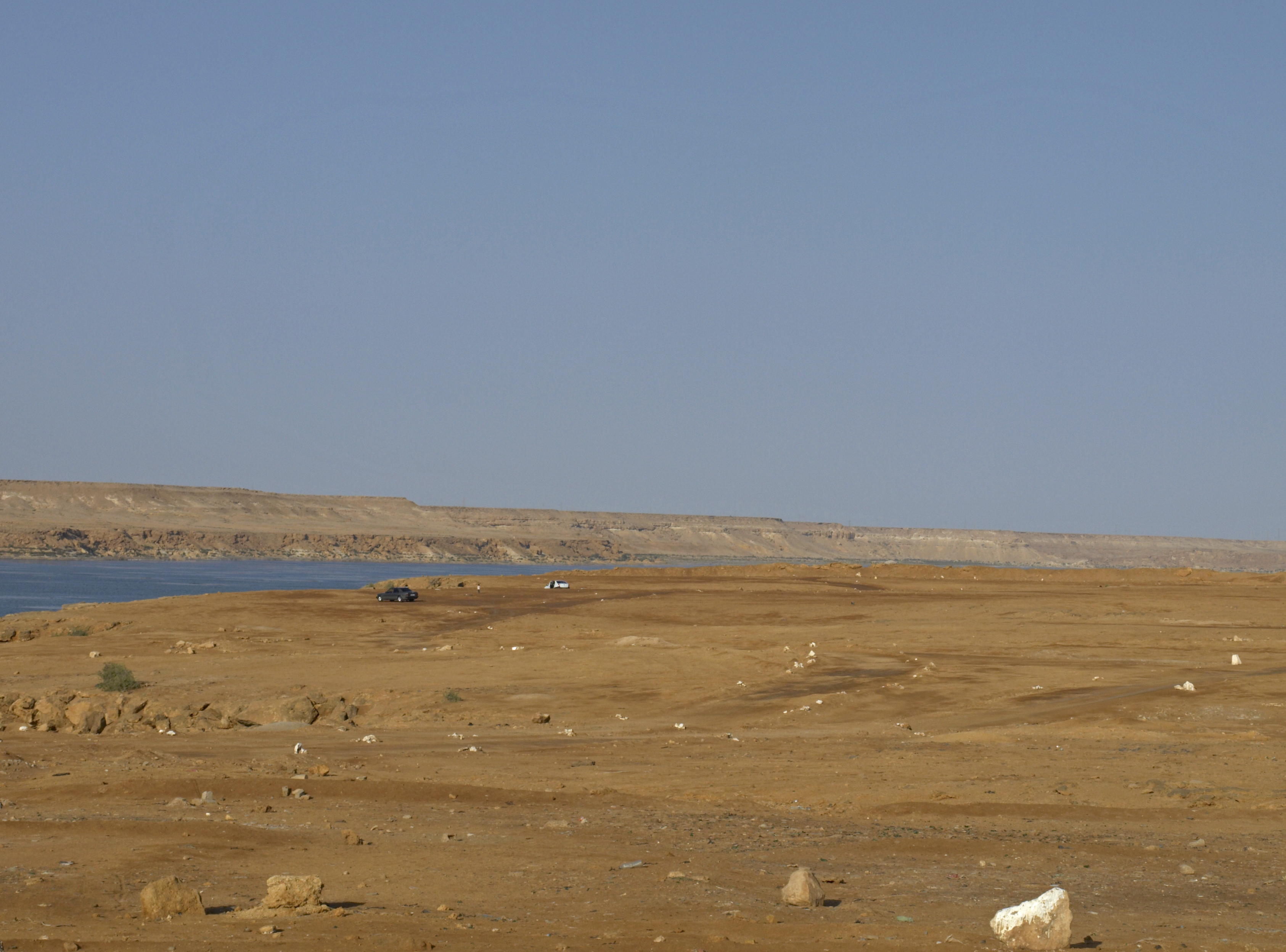
Водохранилище около Эль-Аюна
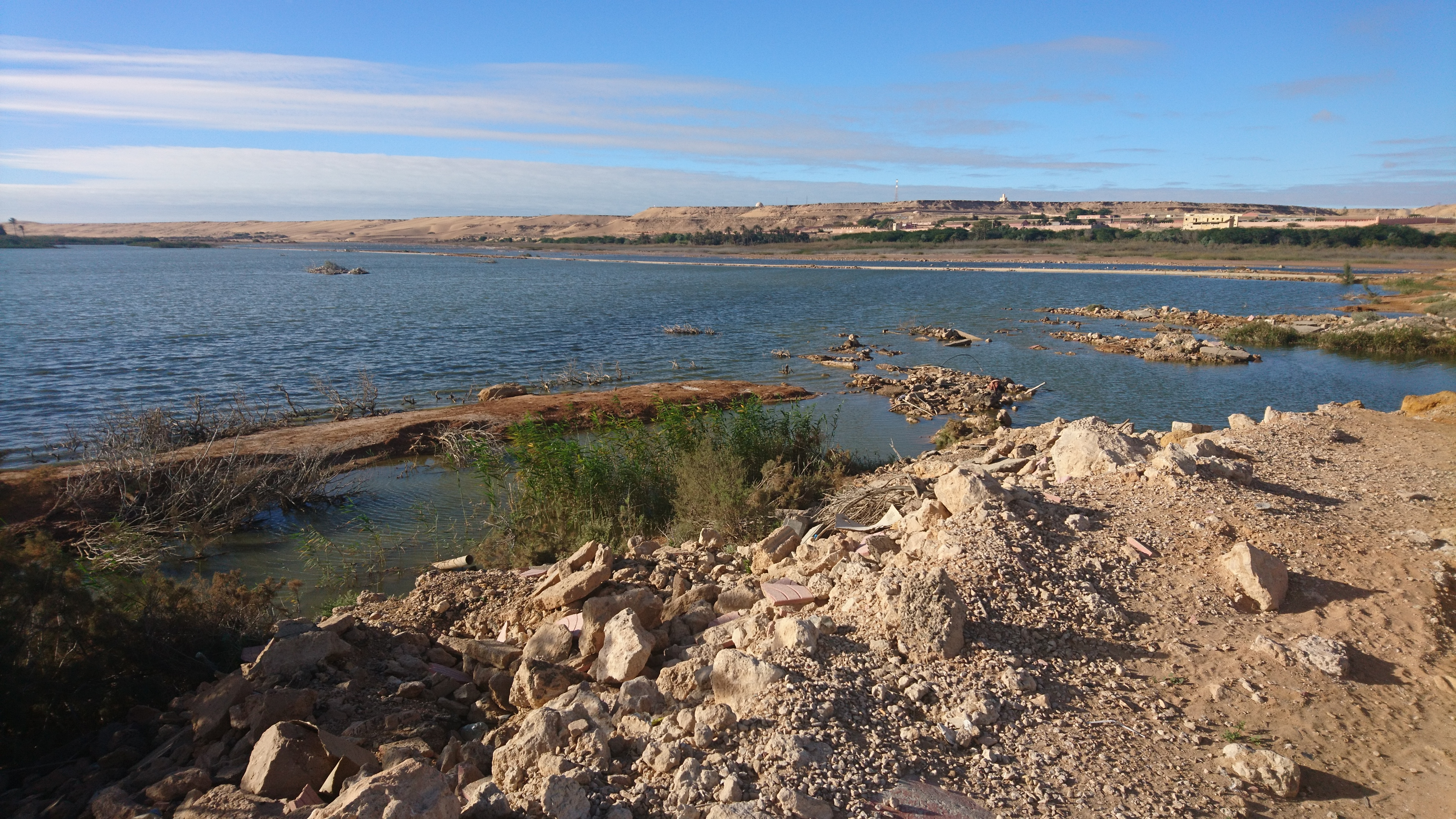
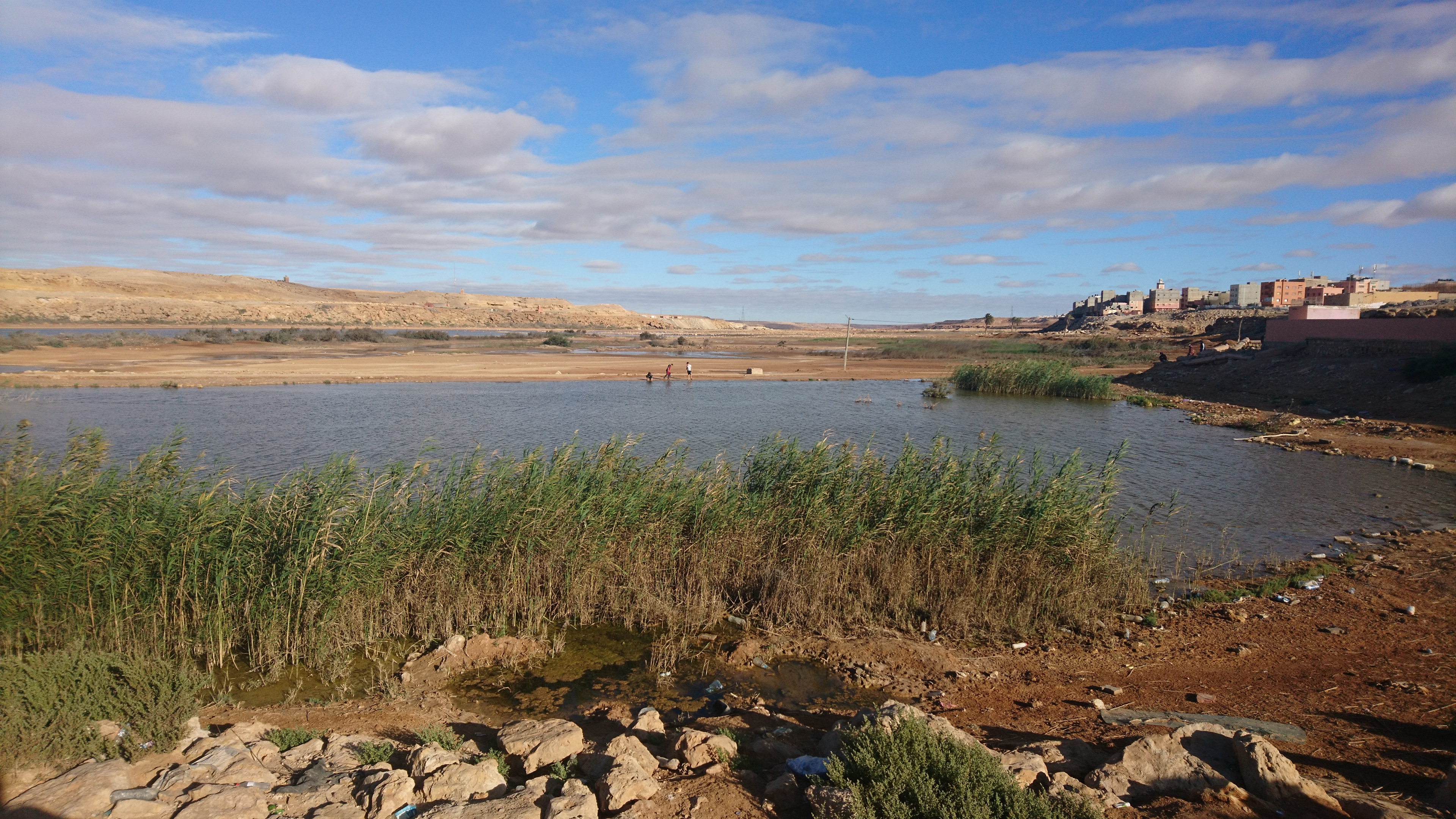